# Saints Row: Gat out of Hell
Saints Row: Gat out of Hell è un videogioco d'azione open world del 2015, sviluppato dalla Volition e dalla High Voltage Software e pubblicato dalla Deep Silver. È un'espansione stand-alone del videogioco Saints Row IV.
È stato pubblicato il 20 gennaio 2015 negli Stati Uniti e il 23 gennaio nel resto del mondo. Le versioni per PlayStation 3 e Xbox 360 sono disponibili sia in download digitale che su disco ottico e conterrà solamente questa espansione, mentre nella versione per PlayStation 4 e Xbox One è inclusa una rimasterizzazione di Saint Row 4 (comprendente anche questa espansione) ed è venduta con il titolo di Saints Row IV: Re-Elected.

## Trama
Il gioco segue le vicende di Johnny Gat mentre tenta di salvare il leader dei Saints dall'Inferno, dopo che questo è stato catturato da Satana con l'intenzione di offrirlo come sposo a sua figlia. All'inferno, Johnny affronterà orde di demoni e tutti i nemici con cui si è già scontrato in passato.

## Modalità di gioco
Il giocatore controlla Johnny Gat (e Kinzie Kensington nella modalità cooperativa) in un videogioco open world sandbox. Gat out of Hell ha molte delle caratteristiche già viste nella saga di Saints Row, in particolare la modalità di gioco in terza persona, missioni sparse per tutta la città, missioni secondarie e vari oggetti collezionabili. Compaiono anche tutti i superpoteri già visti in Saints Row IV, oltre all'aggiunta del "volo angelico", caratteristica che dona al personaggio giocabile la capacità di volare.
Diversamente dai titoli precedenti della serie, il giocatore avanza nella storia completando attività che riempiono la barra "Ira di Satana" che permette di sbloccare video ed elementi di gioco. Gat Out of Hell è ambientato in un mondo nuovo, New Hades, composto da cinque isole: Shantytown, Barrens, Downtown, Forge e Den, che circondano una torre situata in un'isola centrale.